# Львов, Владимир Николаевич (генерал)
Владимир Николаевич Львов (19 марта 1897, Санкт-Петербург — 10 мая 1942, Кончи, Крымская АССР) — русский офицер, подпоручик, участник Первой мировой и Гражданской войны в России, советский военачальник, генерал-лейтенант (1940), командующий Закавказским военным округом (1941), командующий 51-й армией (1941—1942) в Великой Отечественной войне. Погиб на командном пункте армии при авианалёте.

## Биография

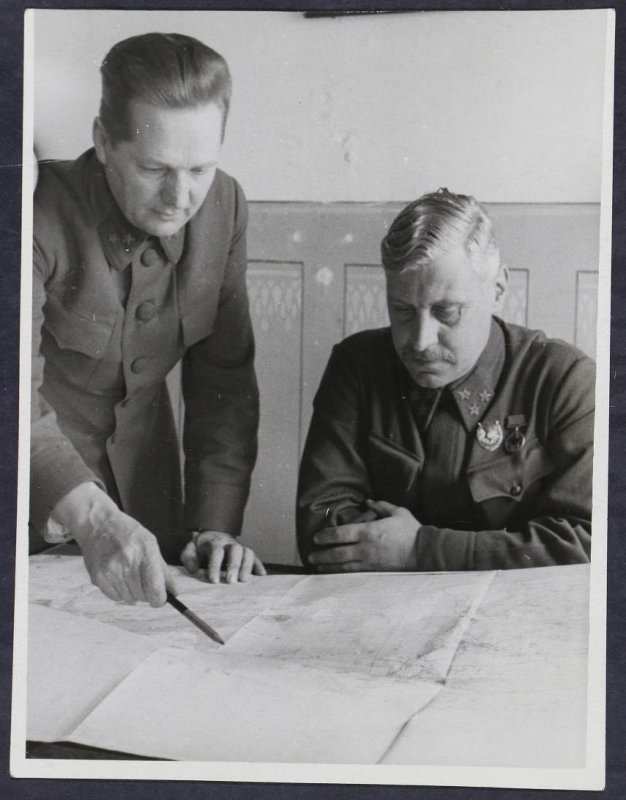
Львов (справа) за разработкой плана Керченско-Феодосийской десантной операции

Сын прапорщика запаса. С 1904 года семья жила в Москве. Там окончил гимназию.
В 1915 году был призван в Русскую императорскую армию, окончил Александровское военное училище (1916) и офицерские пулемётные курсы (1917). Участник Первой мировой войны, воевал младшим офицером и начальником пулемётной команды 23-го Финляндского стрелкового полка на Юго-Западном фронте. Демобилизован в чине подпоручика.
В Красной Армии с августа 1918 года. Активный участник Гражданской войны в России. Воевал в 204-м стрелковом полку командиром роты и батальона, командиром 204-го стрелкового полка, командиром бригады в 23-й стрелковой дивизии ВЧК, помощником командира бригады в 22-й стрелковой дивизии ВЧК. Участвовал в боях на Восточном и Южном фронтах. С ноября 1922 года служил помощником командира в 3-й и в 4-й стрелковых дивизиях. Был ранен. В декабре 1919 года вступил в РКП(б).
В 1924 году окончил Военную академию РККА. С 1924 года — помощник командира 23-й стрелковой дивизии в Приволжском военном округе (Саратов).
С марта 1925 года — военный советник в Красной армии Китая, принимал участие в боевых действиях в Северном и Центральном Китае Гражданской войны в Китае. С мая 1927 года — начальник и военный комиссар Военно-авиационной школы специальных служб ВВС РККА. С ноября 1930 года — командир-военком 3-й Кавказской стрелковой дивизии, с ноября 1931 — 2-й Кавказской стрелковой дивизии имени тов. Стёпина, с мая 1936 — 60-й стрелковой дивизии. В 1931 году окончил Стрелково-тактические курсы усовершенствования комсостава РККА «Выстрел».
С июня 1937 года по апрель 1938 года — начальник штаба Закавказского военного округа. С 1938 года — старший преподаватель Военной академии РККА имени Фрунзе.
С июля 1940 года — заместитель, с января 1941 года — 2-й заместитель командующего войсками Прибалтийского Особого военного округа.
С июня 1941 года — заместитель командующего, в августе — сентябре 1941 года — командующий войсками Закавказского военного округа, затем с октября 1941 года — заместитель командующего Закавказским фронтом.

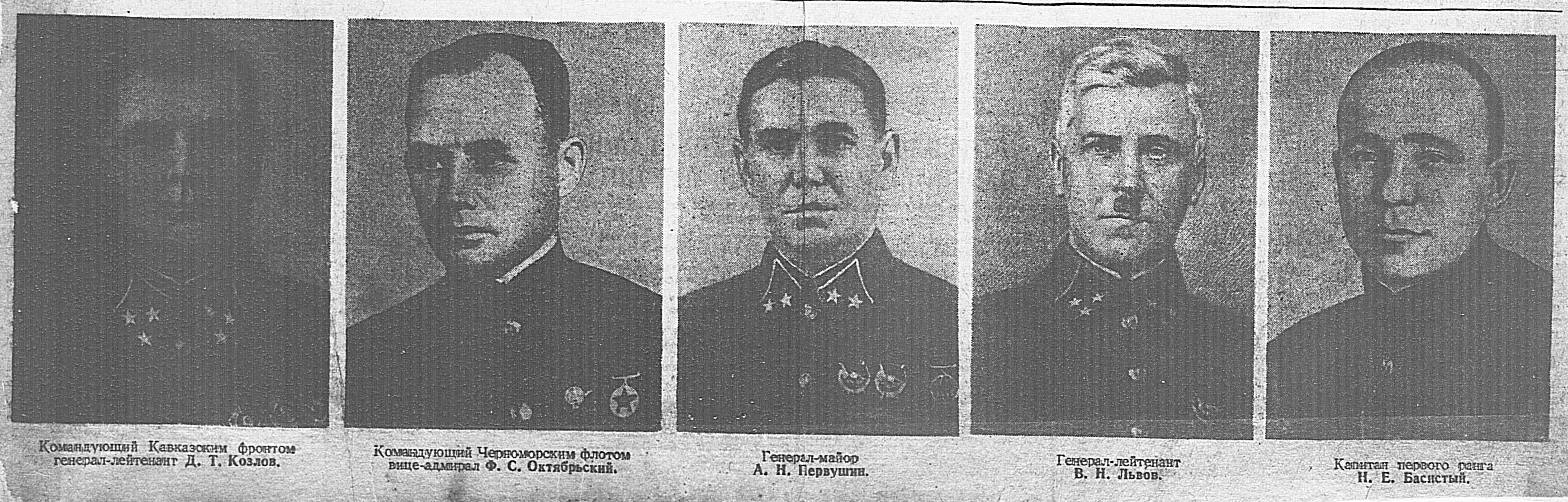
Командование Керченско-Феодосийской операцией. Выпуск газеты «Комсомольская правда» за 31.12.1941

С 18 декабря 1941 года — командующий 51-й армией. В ходе Керченско-Феодосийской десантной операции войска армии во взаимодействии с 44-й армией и Черноморским флотом освободили город Керчь. Затем его армия участвовала в неудачном наступлении Крымского фронта в январе-апреле 1942 года.
8 мая 1942 года немецкие войска начали наступательную операцию «Охота на дроф» на Керченском полуострове. Во время её, около полудня 11 мая 1942 года, командарм В. Н. Львов погиб во время авианалета немецкой авиации на командный пункт армии у ныне несуществующего села Кончи (в 15 километрах от села Львово). Тело было вывезено из Крыма самолётом. Похоронен в Тбилиси.

## Награды
- Орден Ленина (8.02.1943, посмертно)[6]
- Два ордена Красного Знамени (1922, 22.01.1942)
- Медаль «XX лет Рабоче-Крестьянской Красной Армии» (22.02.1938)
- Золотые часы от Реввоенсовета 9-й Кубанской армии (13.07.1920)

## Воинские чины и звания
- Прапорщик (1916);
- Подпоручик (1917);
- Комдив (26.11.1935);
- Генерал-лейтенант (04.06.1940).

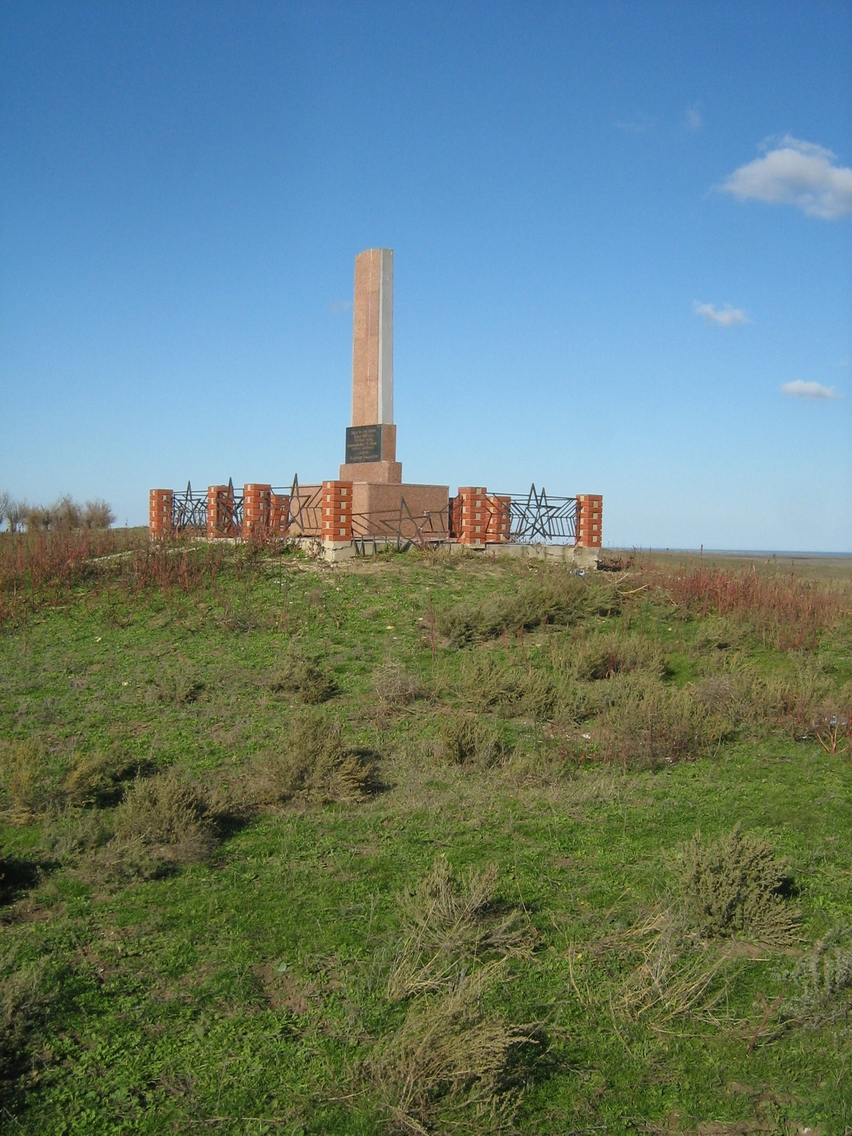
Памятник на месте гибели генерала Львова В. Н. на горе Кончи
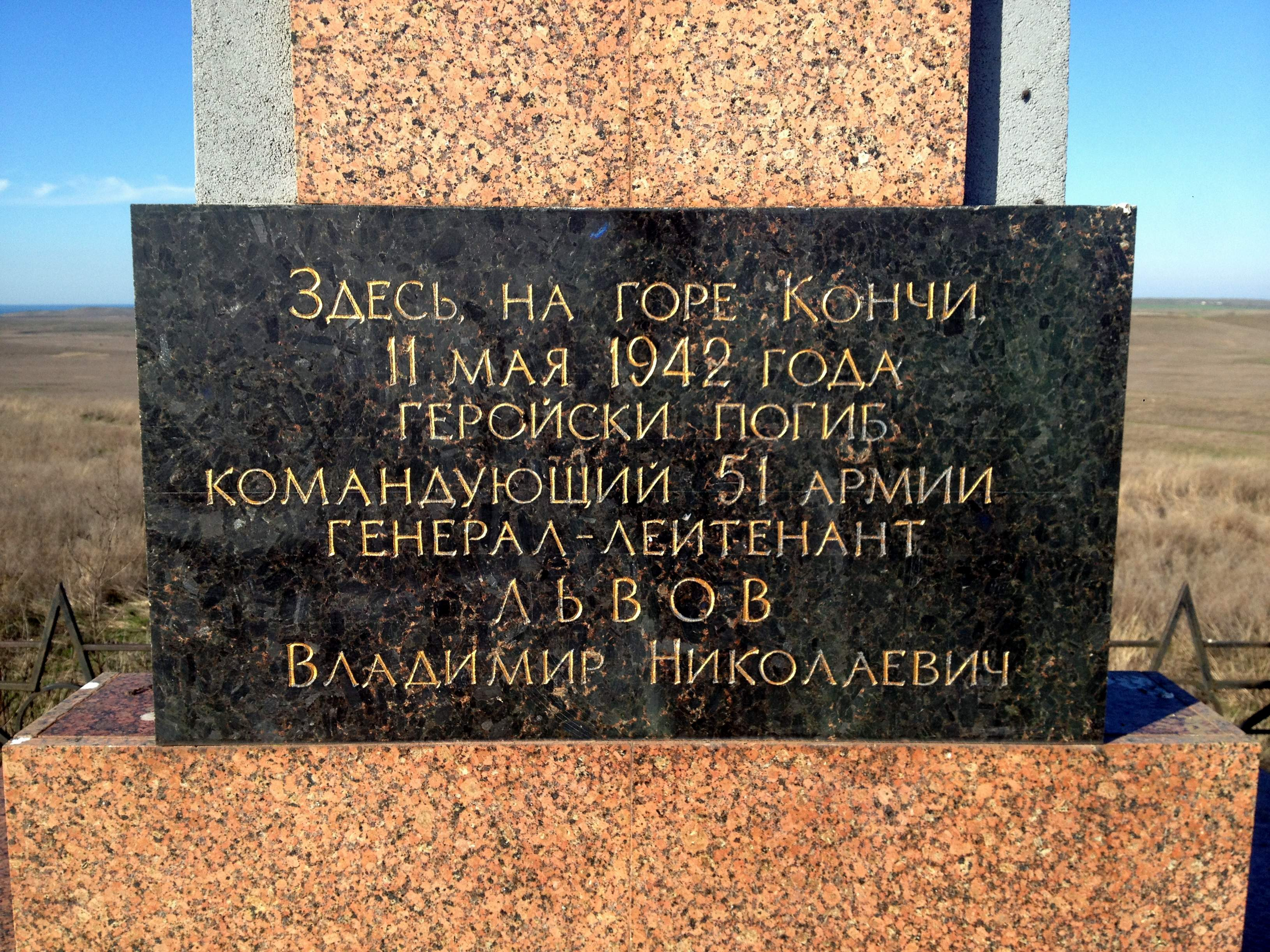
Мемориальная табличка
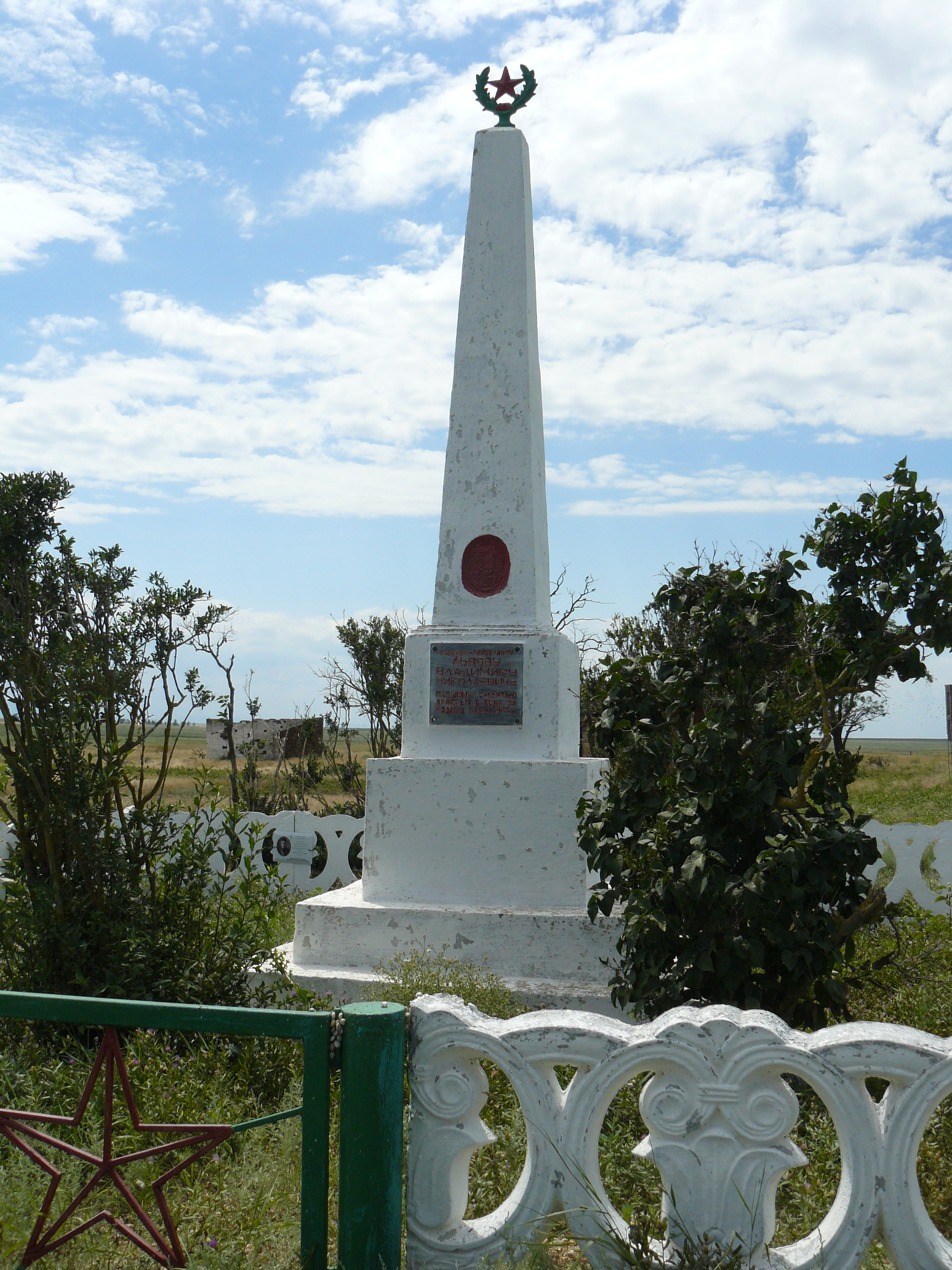
Памятник в селе Львово  Объект культурного наследия народов РФ регионального значения. Рег. № 911710855470005 (ЕГРОКН)
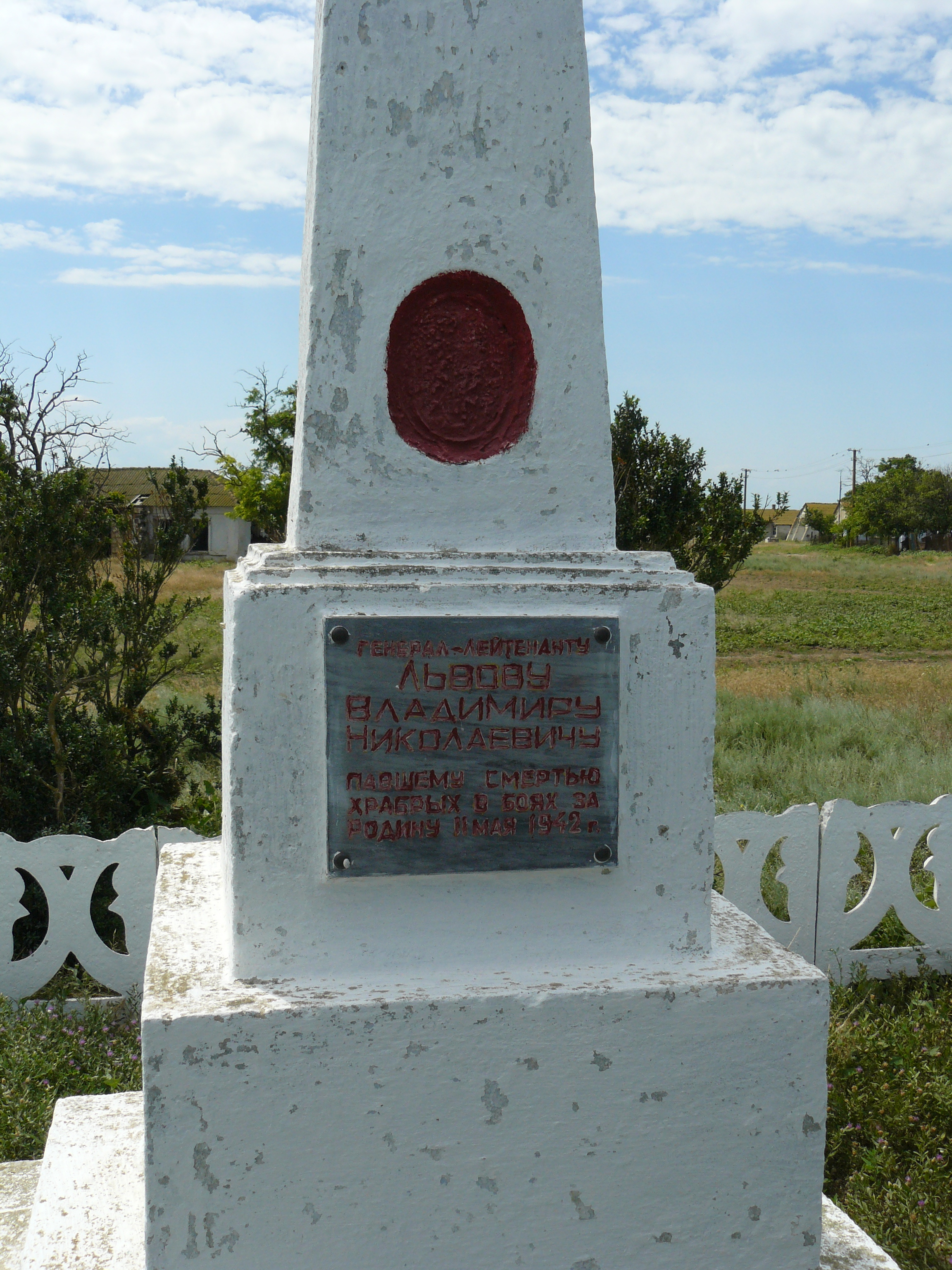
Мемориальная надпись

## Память
- Поездка со Львовым вдоль линии фронта на Ак-Монайском перешейке описана в стихотворении К. М. Симонова «Дожди»[7]:

И штаб, и мрачный генерал [Львов], 
Который молча крупной рысью
Поля сраженья объезжал.
Мы выехали с ним верхами
По направленью к Джантаре,
Уже синело за холмами,
И дело близилось к заре.
Над Акмонайскою равниной
Шел зимний дождь, и все сильней,
Все было мокро, даже спины
Понуро несших нас коней.
- В честь генерала названо село Львово[8].
- Его именем названы улицы в Керчи[9] и селе Уварово в Крыму[10].
- На месте гибели В. Н. Львова на горе у ныне несуществующего села Кончи и на окраине села Львово установлены обелиски[11].
- Его именем в СССР был назван рыболовный траулер.